# Vincent Ventresca
Vincent Ventresca, né le 29 avril 1966 à Indianapolis (Indiana), est un acteur américain.

## Filmographie

### Cinéma
- 1997 : Romy et Michelle, 10 ans après (Romy and Michele's High School Reunion) : Billy Christianson
- 1998 : Looking for Lola : Tony
- 1998 : Il faut sauver le soldat Ryan (Saving Private Ryan) de Steven Spielberg : Un soldat sur la plage
- 1998 : The Thin Pink Line : Bob
- 1999 : Can't Stop Dancing : Chuck Levine
- 1999 : This Space Between Us (en) de Matthew Leutwyler (en) : Sterling Montrose
- 2000 : Love & Sex : Richard Miltner
- 2001 : The Learning Curve (en) : Marshal
- 2001 : Madison de William Bindley : Walker Greif
- 2002 : Robbing 'Hef : James
- 2003 : Dette de Sang (Purgatory Flats) : Thomas Reed
- 2004 : Dead and Breakfast : Doc Riley
- 2008 : Sorry (Court-métrage) : Robin Tasker
- 2011 : Bad Actress : Morris Pillage
- 2011 : Answers to Nothing : Eric
- 2012 : Should've Been Romeo : Matt
- 2014 : Tao of Surfing : El Gringo
- 2014 : Break Point : Gary

### Télévision

#### Téléfilm
- 1994 : Menendez: A Killing in Beverly Hills : Nick
- 1995 : La Part du mensonge (The Surrogate) : Eric Shaw
- 1995 : Au bénéfice du doute (Degree of Guilt) : Richie Argos
- 2002 : Couples : Arthur
- 2003 : Vegas Dick : Dick Barrett
- 2005 : Morphman : Dr Eli Rudkus
- 2006 : Mammouth, la résurrection (Mammoth) : Dr Frank Abernathy
- 2009 : Stuck : Vince
- 2009 : Mon voisin si secret (My Neighbor's Secret) : Jason
- 2013 : Flying Monkeys : James

#### Série télévisée
- 1991 : Le Prince de Bel-Air (The Fresh Prince of Bel-Air) (série télévisée) : Alex
- 1991 : La voix du silence (Reasonable Doubts) (série télévisée) : Scott Olkum
- 1993 : Corky, un adolescent pas comme les autres (Life Goes On) (série télévisée) : Bates
- 1993 : Almost Home (série télévisée) : Dave
- 1993 : La Maison en folie (Empty Nest) (série télévisée) : Un flic
- 1993 : Petite fleur (Blossom) (série télévisée) : Grant
- 1994 : Monty (série télévisée) : Un reporter
- 1994-1996 : Friends (série télévisée) : Bob le marrant
- 1995 : Medicine Ball (série télévisée) : Tom
- 1995 : Crazy Love (série télévisée) : John Stratton
- 1995 : Diagnostic : Meurtre  (Diagnosis: Murder) (série télévisée) : Johnny Moslofski
- 1996-1997 : Boston Common (série télévisée) : Prof. Jack Reed
- 1998 : Prey (série télévisée) : Dr Ed Tate
- 1998 : Maggie Winters (série télévisée) : Bobby
- 1998 : Real Life (série télévisée) : Seth
- 1999 : Jack & Jill (série télévisée) : Danny Hallahan
- 2000 - 2002 : Invisible Man (série télévisée) : Damien Fawkes
- 2002 : La Treizième Dimension (The Twilight Zone) (série télévisée) : Matt McGreevey
- 2003 : Las Vegas (série télévisée) : Elliot
- 2003 : Cold Case : Affaires classées (série télévisée) : Dr Bennett Cahill
- 2004 : Les Experts : Miami (CSI: Miami) (série télévisée) : Joseph Zellar
- 2004-2005: Les Sauvages (Complete Savages) (série télévisée) : Jimmy Savage
- 2006 : Julie Reno, Bounty Hunter (série télévisée) : T-Bone
- 2007 : Monk (série télévisée) (Saison 6 - Episode 5) : Rob Sherman
- 2008 : US Marshals : Protection de témoins (série télévisée) : Vernon McRoy
- 2009 : The Beast (série télévisée) : Roman Petrescu
- 2009 : FBI : Portés disparus (Without a Trace) (série télévisée) : David Morgan
- 2009 : True Jackson, VP (série télévisée) : Mr. Jamerson
- 2009 : Dollhouse (série télévisée) : Nolan Kinnard
- 2009 : Mentalist (série télévisée) : Duncan Weaver
- 2010 : $h*! My Dad Says (série télévisée) : Samson
- 2011 : Hot in Cleveland (série télévisée) : Dr Doug
- 2011 : Memphis Beat (série télévisée) : Jimmy Wagner
- 2012 : Les Experts : Manhattan (CSI: Manhattan) (série télévisée):  Ron Ferguson
- 2013 : Nikita (série télévisée) : Trevor Adrian
- 2013 : Les Experts : Las Vegas (CSI: Las Vegas) (série télévisée) : Connor Durman / Connor Dermond
- 2016 : Nashville (saison 4 - épisode 21); Vince Pierce
- 2018 : 9-1-1 (saison 2 - épisode 2); Coach
- 2021 : Esprits criminels : Louis Chaycon (saison 15 - épisode 5)
- 2022 : The Rookie : Todd, braqueur de banque (saison 5 - épisode 10)